# Campeonato de Copa Truck de 2018
O Campeonato de Copa Truck de 2018 foi a 2ª temporada de Copa Truck, um campeonato de disputa entre caminhões que substituiu a Fórmula Truck, extinta em 2017.
9 equipes que disputaram a temporada anterior da Fórmula Truck alegaram "conflito de ideias" e não se inscreveram, formando em seguida a Copa Truck. A temporada de 2018 teve início em 25 de março, com a etapa de Cascavel, em Cascavel, no Paraná, e previsão para o término no dia 2 de dezembro na cidade de Curitiba, no Paraná.

## Formato
A competição teve nove etapas, com 22 pilotos de 6 marcas de caminhões diferentes: Volks/MAN, Volvo, Mercedes-Benz, Iveco, Ford e Scania.

## Equipes e Pilotos
Todos os pilotos são brasileiros, exceto Alan Chanoski, que correu sob licença paraguaia.
| Equipe                                   | Fabricante    | Pneu | No. | Piloto                | Etapas      |
| ---------------------------------------- | ------------- | ---- | --- | --------------------- | ----------- |
| Ford AJ5                                 | Ford          | P    | 5   | Adalberto Jardim      | 3–7         |
| AN09 Team                                | Mercedes-Benz | P    | 909 | Alexandre Navarro     | 5           |
| AM Motorsports                           | Mercedes-Benz | P    | 6   | Wellington Cirino     | 1–7         |
| AM Motorsports                           | Mercedes-Benz | P    | 77  | André Marques         | 1–7         |
| Boessio Competições                      | Volvo         | P    | 47  | Duda Bana             | 3–7         |
| Boessio Competições                      | Volvo         | P    | 83  | Régis Boessio         | 1–7         |
| DF Motorsport                            | Ford          | P    | 27  | Fábio Fogaça          | 1–7         |
| DF Motorsport                            | Ford          | P    | 72  | Djalma Fogaça         | 1–3         |
| Paraguay Racing/Dakar Motorsport         | Iveco         | P    | 90  | Giuliano Losacco      | 1–7         |
| Lucar Motorsport                         | Iveco         | P    | 88  | Beto Monteiro         | 1–7         |
| Lucar Motorsport                         | Iveco         | P    | 99  | Luiz Lopes            | 1–7         |
| Luhrs Competições                        | Scania        | P    | 46  | Luiz Renato Luhrs     | 1–2         |
| RM Competições                           | Volkswagen    | P    | 4   | Felipe Giaffone       | 1–2, 4–7    |
| RM Competições                           | Volkswagen    | P    | 8   | Luciano Burti         | 3           |
| RM Competições                           | Volkswagen    | P    | 7   | Débora Rodrigues      | 1–2, 7      |
| RM Competições                           | Volkswagen    | P    | 50  | Débora Rodrigues      | 3–6         |
| RM Competições                           | Volkswagen    | P    | 9   | Renato Martins        | 1–2, 4, 6–7 |
| RM Competições                           | Volkswagen    | P    | 11  | Rodrigo Belinati      | 3–7         |
| RM Competições                           | Volkswagen    | P    | 30  | Rogério Castro        | 1–3, 5–6    |
| RM Competições                           | MAN           | P    | 9   | Renato Martins        | 3           |
| RM Competições                           | MAN           | P    | 11  | Witold Ramasauskas    | 1–2         |
| RM Competições                           | MAN           | P    | 13  | Witold Ramasauskas    | 3–7         |
| RM Competições                           | MAN           | P    | 72  | Djalma Fogaça         | 4–7         |
| Dakar Motorsport-Corinthians Motorsports | Scania        | P    | 15  | Roberval Andrade      | 1–7         |
| Dakar Motorsport-Corinthians Motorsports | Scania        | P    | 55  | Danilo Dirani         | 3           |
| Dakar Motorsport-Corinthians Motorsports | Scania        | P    | 73  | Leandro Totti         | 5           |
| Motul-GG Motorsport                      | Mercedes-Benz | P    | 38  | Alan Chanoski         | 3           |
| Motul-GG Motorsport                      | Mercedes-Benz | P    | 333 | Alex Fabiano Silva    | 1, 3        |
| Original Reis Peças                      | Ford          | P    | 12  | José Maria Reis       | 1           |
| Original Reis Peças                      | Scania        | P    | 33  | Eurípedes Reis        | 1           |
| JL Competição                            | Mercedes-Benz | P    | 55  | Paulo Salustiano      | 4           |
| JL Competição                            | Mercedes-Benz | P    | 73  | Leandro Totti         | 6           |
| PP Competições                           | Mercedes-Benz | P    | 28  | Danilo Dirani         | 5–6         |
| PP Competições                           | Mercedes-Benz | P    | 29  | Pedro Paulo Fernandes | 5–6         |
| Sommi Competición                        | DAF           | P    | 35  | David Muffato         |             |
| PPD Motorsport                           | Mercedes-Benz | P    | 69  | Maikon Lauck          |             |

## Calendário e resultados
Antes do início da temporada o calendário oficial foi divulgado.
Após uma temporada de estreia marcada por novidades, a Copa Truck se prepara para o início de mais um ano de disputas em 2018. O campeonato terá início no próximo dia 25 de março, no Autódromo de Cascavel (PR). O pré calendário, foi divulgado em novembro do ano passado.
A partir deste ano a Copa Truck passará a ser um campeonato brasileiro, porem manterá o sistema bem sucedido de copas regionais utilizado em 2017. Serão quatro copas e a grande final, que consagrará o campeão brasileiro no dia 2 de dezembro, em Curitiba.
Uma das novidades para 2018 é a chegada do Mercedes-Benz Challenge ao evento. A categoria correrá ao lado da Copa Truck em oito etapas, ficando de fora apenas de Buenos Aires.
Outro destaque dessa temporada foi o circuito de Curvelo, localizada na região Central de Minas Gerais. A cidade recebe pela primeira vez uma prova da modalidade, que será a penúltima etapa do calendário 2018. A disputa vale o troféu de campeão da fase sudeste e será importante para a definição dos últimos nomes para a grande final da Truck, que encerra sua temporada em dezembro.
Prova de abertura da temporada da categoria dos pesados foi no oeste paranaense. Segundo calendário homologado pela CBA (Confederação Brasileira de Automobilismo), grande final foi disputada no dia 2 de dezembro, em Curitiba.
Nesta ano, as Copas regionais serão divididas da seguinte forma: COPA SUL (Cascavel e Guaporé); COPA SUDESTE (São Paulo e Curvelo); COPA CENTRO-OESTE (Campo Grande e Goiânia), e COPA MERCOSUL (Buenos Aires e Rivera), e o calendário é encerrado na GRANDE FINAL (Curitiba).
| Etapa | Circuito                              | Data           | Pole Position     | Volta mais rápida | Vencedor(es)      | Equipe                                   |
| ----- | ------------------------------------- | -------------- | ----------------- | ----------------- | ----------------- | ---------------------------------------- |
| 1     | Autódromo Internacional de Cascavel   | 25 de Março    | Felipe Giaffone   | Felipe Giaffone   | Wellington Cirino | AM Motorsports                           |
| 1     | Autódromo Internacional de Cascavel   | 25 de Março    | Sem Disputa       | Wellington Cirino | Giuliano Losacco  | Paraguay Racing/Dakar Motorsport         |
| 2     | Autódromo Internacional de Guaporé    | 15 de Abril    | Roberval Andrade  | Wellington Cirino | Wellington Cirino | AM Motorsports                           |
| 2     | Autódromo Internacional de Guaporé    | 15 de Abril    | Sem Disputa       | Felipe Giaffone   | Felipe Giaffone   | RM Competições                           |
| 3     | Autódromo de Interlagos               | 27 de Maio     | Wellington Cirino | Roberval Andrade  | Roberval Andrade  | Dakar Motorsport-Corinthians Motorsports |
| 3     | Autódromo de Interlagos               | 27 de Maio     | Sem Disputa       | Luciano Burti     | Roberval Andrade  | Dakar Motorsport-Corinthians Motorsports |
| 4     | Autódromo Internacional Orlando Moura | 29 de Julho    | Felipe Giaffone   | Felipe Giaffone   | Felipe Giaffone   | RM Competições                           |
| 4     | Autódromo Internacional Orlando Moura | 29 de Julho    | Sem Disputa       | Felipe Giaffone   | Roberval Andrade  | Dakar Motorsport-Corinthians Motorsports |
| 5     | Autódromo de Goiânia                  | 26 de Agosto   | Wellington Cirino | Danilo Dirani     | Danilo Dirani     | PP Competições                           |
| 5     | Autódromo de Goiânia                  | 26 de Agosto   | Sem Disputa       | Danilo Dirani     | Danilo Dirani     | PP Competições                           |
| 6     | Autódromo de Buenos Aires             | 16 de Setembro | Wellington Cirino | Leandro Totti     | Felipe Giaffone   | RM Competições                           |
| 6     | Autódromo de Buenos Aires             | 16 de Setembro | Sem Disputa       | Beto Monteiro     | Felipe Giaffone   | RM Competições                           |
| 7     | Autódromo de Rivera                   | 7 de Outubro   | Wellington Cirino | Roberval Andrade  | Roberval Andrade  | Dakar Motorsport-Corinthians Motorsports |
| 7     | Autódromo de Rivera                   | 7 de Outubro   | Sem Disputa       | Roberval Andrade  | Renato Martins    | RM Competições                           |
| 8     | Circuito dos Cristais                 | 28 de Outubro  | Wellington Cirino | Danilo Dirani     | Felipe Giaffone   | RM Competições                           |
| 8     | Circuito dos Cristais                 | 28 de Outubro  | Sem Disputa       | Felipe Giaffone   | Felipe Giaffone   | RM Competições                           |
| 9     | Autódromo Internacional de Curitiba   | 2 de Dezembro  | Danilo Dirani     | Roberval Andrade  | Roberval Andrade  | Dakar Motorsport-Corinthians Motorsports |
| 9     | Autódromo Internacional de Curitiba   | 2 de Dezembro  | Sem Disputa       | Felipe Giaffone   | Felipe Giaffone   | RM Competições                           |